# Los Angeles Dodgers
Los Angeles Dodgers là một câu lạc bộ bóng chày chuyên nghiệp tọa lạc tại Los Angeles thi đấu tại giải bóng chày nhà nghề Mỹ (MLB) với tư cách là câu lạc bộ thành viên của bảng miền Tây chi giải National League (NL) . Được thành lập vào năm 1883 tại Brooklyn, New York, đội đã gia nhập NL vào năm 1890 với tên gọi Brooklyn Bridegrooms và đã trải qua nhiều tên gọi khác trước khi đổi tên thành Brooklyn Dodgers vào năm 1932.    Từ thập 1940 đến giữa thập niên 1950, Dodgers đã vươn lên cạnh tranh khốc liệt với đối thủ cùng thành phố là New York Yankees, với việc đối đầu nhau bảy lần tại các kì World Series, trong đó Dodgers để thua năm lần đầu tiên trước khi đánh bại họ để giành chức vô địch đầu tiên trong lịch sử CLB vào năm 1955. CLB Dodgers đã làm nên lịch sử khi phá vỡ lằn ranh màu da trong bóng chày vào năm 1947 với sự ra mắt của Jackie Robinson, người Mỹ gốc Phi đầu tiên chơi ở MLB kể từ năm 1884.  Một cột mốc quan trọng khác đã đạt được vào năm 1956 khi Don Newcombe trở thành cầu thủ đầu tiên giành được cả Giải thưởng Cy Young và MVP NL trong cùng một mùa giải. 
Sau 68 mùa giải ở Brooklyn, chủ sở hữu và chủ tịch của Dodgers Walter O'Malley đã quyết định chuyển CLB tới Los Angeles trước mùa giải 1958.  Đội đã chơi bốn mùa giải đầu tiên của họ tại SVĐ Tưởng niệm Los Angeles trước khi chuyển đến sân nhà hiện tại của họ là Sân vận động Dodger vào năm 1962.  Dodgers ngay lập tức gặt hái được thành công tại Los Angeles khi giành chức vô địch World Series năm 1959 . Thành công tiếp tục kéo dài đến thập niên 1960; với đội hình dẫn đầu bởi các tay ném chủ công là Sandy Koufax và Don Drysdale giành được danh hiệu World Series vào 1963 và 1965 . Năm 1981, tay ném tân binh người Mexico Fernando Valenzuela đã trở thành hiện tượng và dẫn dắt đội một lần nữa đến chức vô địch; ông là cầu thủ duy nhất giành giải Cy Young và Tân binh của năm trong cùng một mùa giải.  Dodgers một lần nữa lên ngôi vô địch vào 1988, thường đánh bại đối thủ được đánh giá cao hơn và trở thành đội duy nhất giành được nhiều hơn 1 danh hiệu World Series trong những năm 1980.  Tiếp theo là 32 năm không giành được chức vô địch, mặc dù đã góp mặt vào vòng play-off 12 lần trong 17 năm và tám lần vô địch National League từ năm 2013 đến năm 2020. Cơn khát trên bị phá vỡ khi Dodgers giành chiến thắng tại World Series năm 2020 . Vào năm 2024, Dodgers đã ký hợp đồng với siêu sao nổi tiếng toàn cầu Ōtani Shōhei vào năm 2024, người đã lập một loạt những kỷ lục giải đấu và CLB trên con đường cùng Dodgers giành chức vô địch World Series thứ tám của họ trong mùa giải đó. 
Là một trong những câu lạc bộ thành công và nổi tiếng nhất tại MLB, Dodgers đã giành được tám chức vô địch World Series và kỷ lục 25 lần vô địch National League . 11 cầu thủ trong lịch sử Dodgers đã đoạt giải thưởng MVP NL với 14 lần chiến thắng. Tám cầu thủ Dodger đã đoạt giải Cy Young, tổng cộng 12 lần—nhiều nhất trong số các đội bóng tại Major League Baseball. Dodgers cũng có tới 18 cầu thủ giành giải Tân binh của năm, gấp đôi số lượng của CLB đứng thứ hai, trong đó có bốn lần liên tiếp từ năm 1979 đến năm 1982 và năm lần liên tiếp năm 1992 đến năm 1996. Từ năm 1884 đến năm 2024, thành tích thi đấu của Dodgers là 11.432 thắng –10.068 thua –139 hòa (tỉ lệ thắng là 0,532). Kể từ khi chuyển đến Los Angeles vào năm 1958, Dodgers có thành tích là 5.808–4.778–6 ( 0,549 ) tính đến hết năm 2024. 
Ngày nay, Dodgers là một trong những đội MLB nổi tiếng nhất, với lượng người hâm mộ cả trên sân nhà và sân khách;    họ được coi là một trong những đội thống trị tại National League.   Họ có mối kình đich khốc liệt với San Francisco Giants kể từ khi hai CLB hoạt động tại Thành phố New York, cũng như mối thâm thù gần đây nhất với Houston Astros của American League do vụ bê bối ăn cắp ám hiệu của Astros tại World Series 2017 . Tính đến năm 2024, Forbes xếp hạng Dodgers đứng thứ hai về giá trị CLB tại MLB ở mức 5,45 tỷ đô la.